# 姫野らん

姫野 らん（ひめの らん、1999年5月16日 - ）は、日本のAV女優。ライフプロモーション所属。

## 来歴
2019年に相内りりかとしてe2dive entertainmentに所属し、グラビアアイドルとしてデビュー。 
2019年6月21日にファーストDVD（相内りりか「ピュア・スマイル」）が発売された。撮影場所は沖縄県の宮古島。
2022年にライフプロモーションに移籍。姫野らんと改名。
中井貴一61歳の誕生日にデビュー（先行配信日基準）したことから、ウェブ番組『はだかいっかん』では貴一ガールとの二つ名を付けられている。ニックネームは「らんちぴ」。特技は「かわいそうな演技」。
2025年7月から無垢専属。活動初期から長らくショートカットだったが2025年現在、地道に髪を伸ばしていたことによりロングヘアとなっている。

## 人物
- グラビアアイドル時代の生年月日は1999年5月16日生まれ[4]。AVデビュー後は生年月日を明かさず18歳と設定されている[5]。
- グラビアアイドル時代のスリーサイズサイズはT147cm、B84・W58・H85[6]
- 趣味：歌うこと、ギター[7]
- 特技：背が小さいのでよく頭をなでなでされる
- 血液型：O型
- 出身地：茨城県
- グラビアを始めたきっかけはDVD発売記念イベントで「今まで学生でした。今の事務所にグラビアをやってみませんか？と言われて始めました。芸能界に入っての初仕事がこのDVDでした」と語っている。[8]
- 今後の目標：「まだはっきりした目標はありませんが、写真集を出したり雑誌のグラビアに載りたい」としている。[8]
- 初めてのグラビア撮影は緊張でガチガチになってしまった、と感想を述べている。[9]
- 身長の小ささと見た目から、今でも子どもと思われることがあり、例えば駅員にかがんで話しかけられることもあったと、イベントで話している。SNSでは画像投稿も「#大人なのに #幼女服」などとタグをつけて行い、度々反響が報道されている[10]。
- ただ、周りの人が守ってくれるというメリットもあるとのこと。
- AVライターのさおりは「希少価値の高いボーイッシュ系女優」とした上で[11]、「デビュー3作目でバイセクシャルをカミングアウト。ボーイッシュな彼女が可愛い女の子に責められるという非日常のエロスが楽しめた」と論評した[11]。

## 出演

### イベント
- ファーストＤＶＤ『ピュア・スマイル』DVD発売記念イベント （2019年7月27日、ソフマップAKIBA①号店）

## 作品

### アダルトビデオ
- 私、AVに出たらどうなっちゃうんだろう? 新人 18歳 初体験は中学3年生 経験人数1人 恋をしてない3年間あの頃好きだった先生のチ●ポが忘れられずに… 中出しAV Debut 姫野らん（9月20日、本中）
- まだまだ新人18歳 ちょっぴりボーイッシュショート マジで初めてのお泊り中出しデート 姫野らん（10月18日、本中）
- 経験人数1人でデビューした私は、実は… BISEXUAL COMING OUT-バイセク告白- 3作品目で念願のレズ解禁!! ガチ照れしまくりレズイキSEX 姫野らん 枢木あおい 渚みつき（11月8日、ビビアン）

- 146cm Aカップ。今日も何でも言うこと聞きます。 このコスプレ少女、売り出し中。（4月18日、無垢）
- 部屋連れ込み隠し撮りSEX そのまま勝手にAV発売 17（2023/05/19日、DOC）
- 「レズのワタシたちが女性専用スパでマッサージ師になりすましてヤる」 VOL.4  ベロチンポで膣内をかき回す粘膜交尾（5月25日、DANDY）
- 顔出しMM号 ザ・マジックミラー 痙攣ガクブル失禁・トビジオ吹きっ放しの青空公開収録! プロの声優を目指す素人娘が原稿を読み上げながら平然と連続イキ!! びしょ濡れ決壊オマ○コに放送禁止のデカチン挿入激ピストン!（7月4日、DEEP'S）
- インテリ女子○生達が激突! 全国○校生ピストンバイブクイズ選手権 ～答えられなかったらおマ○コピストンの勢い倍増! 波乱万丈の青春クイズバラエティ～（7月6日、SODクリエイト）
- オタク女子会レズビアン SEXの快感にハマったゲーマー女子が無課金でイキまくり絶頂コンティニュー超乱交! 倉本すみれ 百瀬あすか 市井結夏 姫野らん（7月11日、ビビアン）
- 脱いだらデカクリ! チ○ポでメス堕ち! 幼馴染はガチイキしまくる敏感ドスケベ男装娘! 姫野らん（7月18日、エムズビデオグループ）
- 日からずっと…。 緊縛調教中出しされる制服美少女 姫野らん（7月18日、無垢）
- いつも塩対応の近所のメスガキの発情期により毎日15回の射精強要 ～射精のドクドク感にハマったツンデレ炉利らんちゃん～ 姫野らん（7月25日、うさぎ/妄想族）
- 白綿パン大好き! もっこりパンチラ誘惑美少女 姫野らん（7月27日、フェチ眼）
- 優しくて綺麗な育児中のママさん! 「早漏に悩む童貞君の暴発改善のお手伝いしてくれませんか?」 母性溢れる可愛いママさんが早漏すぎる童貞君にムラムラ膣キュンしちゃって生中出し筆おろしSPECIAL!（7月28日、赤面女子）
- 引退前に渚みつきのレズ願望叶えます 渚みつきがヤリたい女×渚みつきとヤリたい女 渚みつき 皆月ひかる 冬愛ことね 姫野らん NATSUKA（12月12日、ビビアン）

- 女子同士 2 友達同士。カラダの関係のない2人がプライベート自撮りレズ撮影（1月9日、ビビアン）
- 温泉旅行で姪っ子二人にレズられおもちゃにされた私 工藤ララ 姫野らん 佐々木咲和（1月25日、DANDY）
- 素人なのにディルドオナニーで激しく感じちゃう一般人娘 13（6月25日、かぐや姫Pt/妄想族）
- おま●この形状まるわかり! 薄いパンツの上からマン汁ぬるぬる透けオナニー 12（7月16日、かぐや姫Pt/妄想族）
- ノーハンドフェラは奴●の証! 12 手を使わずにフェラチオする11人の素人娘（7月23日、かぐや姫Pt/妄想族）
- ハニカミ接吻旅行 照れて笑って抱きしめて… バイバイする3秒前までずっとキスした物語 柏木こなつ 姫野らん（9月26日、凸凹はぁと）
- オナサポ!! 女子○生 着衣で全裸で挑発的ダンス 8（10月8日、かぐや姫Pt/妄想族）
- どこでもおしっこ! 素人娘の大放尿25人 スロー再生でじっくり鑑賞できるマニア向け映像10（10月22日、かぐや姫Pt/妄想族）
- カリ首3センチを責め抜くフェラ手コキ 3（11月26日、SEX Agent/妄想族）
- 可愛い子限定!! めっちゃ気持ちがいいフェラチオ300分（12月3日、たんぽぽ/妄想族）
- 【個撮】どこでもフェラ 18 11人（12月24日、かぐや姫Pt/妄想族）
- ドアップイキ顔とドアップマ●コを堪能する2画面オナニー（12月24日、SEX Agent/妄想族）

### アダルトVR
- 親が帰ってくる2時間弱、大家のゴミ部屋で脅迫いいなりSEX 家賃滞納した利子分は娘のカラダで返済性交VR 姫野らん（3月7日、ワンズファクトリー）
- ショートカットが似合いすぎるアソコのお毛毛フサフサ彼女と初同棲イチャイチャVR 恥 姫野らん（4月3日、kawaii*）
- ショートカットのメスガキ姪っ子二人に痴女られキツマン暴発中出しエッチッチ 姫野らん 南見つばさ（5月1日、kawaii*）

### アダルト配信
- らんちぴ（2月11日、素人ムクムク-夢中-）
- らんちぴ 2（2月20日、素人ムクムク-夢中-）
- 蘭々 (hoi254)（4月17日、素人ホイホイZ）
- ラン (18) 吹奏楽部【現○都立高○3○生】【ショートカット女子】【純真無垢な白桃ヒップ】【即濡れ剛毛マ○コに中出し】【スケスケレースの黒兎コスで2回戦】【最後はお風呂でお掃除フェラ抜き】（5月4日、しろうとまんまん）
- 見た目若すぎちっちゃすぎ脱法○リ! 彼氏よりガチャのほうが大事! 妊娠と引き換えに軍資金ゲット! 【らん(1●)】（5月14日、しろうとまんまん）
- 【148センチのミニマム体形】えっちなコトに興味あり! 小動物のような愛らしさと色白ボディを震わせて喘ぎまくる彼女から目が離せない ネットでAV応募→AV体験撮影 1979 らん 20歳 カメラアシスタント（5月15日、シロウトTV）
- マジ軟派、初撮。 1914  らん 19歳 大学生 (ファミレスバイト)  おっとりカメラ女子を高田馬場でナンパ! 話しててほっこりするミニマム少女(身長148cm)も実は欲求不満で… 脱がしてびっくりスベスベもち肌! 頬ずりしたくなる真っ白なお尻を鷲掴みにしてピストン連打!!!（5月17日、ナンパTV）
- R.H (hhl054)（5月26日、素人ホイホイLOVER）
- あやせ (king0163)（7月6日、素人参加バラエティ）
- 家まで送ってイイですか? case.226 宮野さん 22歳 バーの店員

泣いても泣いてもイカされる! 女男女、号泣ドM逆3P! 人類みなチ○コマ○コきょうだい! 男にイカされ、女もイカされ、何でもイケるセックス求道者! ⇒ ロリ顔! あの頃の広○涼子似なのに… クリ肥大中! 小指第一関節ぐらい ⇒ まだイカせない! 究極の焦らし! イッた時スゴい事が… ⇒ 女に吹かされ男にイカされ自宅浸水! ハメ潮浸水 ⇒ こう見えてテクニシャン! 超絶クンニ! まさにことりのさえずり! ⇒ 私が女を好きなワケ… 死ぬまでにしたい10のこと（7月7日、ドキュメンTV）

### イメージビデオ
- ピュア・スマイル（2019年6月21日、竹書房）※「相内りりか」名義
- My Girl 姫野らん（2023年1月20日、ファインピクチャーズ）

### デジタル写真集
2023年
- 綿毛が舞うように 【グラビア写真集】 姫野らん（3月10日、プレステージ出版、撮影：渡辺凌）
- 綿毛が舞うように 【ヌード写真集】 姫野らん（3月10日、プレステージ出版、撮影：渡辺凌）
- 蜜会 姫野らん らんちぴの大冒険（5月22日、プランドール、撮影：合田好宏）
- 蜜会 姫野らん ステキなパンティの物語（5月22日、プランドール、撮影：合田好宏）
- 絶対的スーパーナチュラルポーズブック 姫野らん（6月16日、プレステージ出版、撮影：渡辺凌）